# РПГ-7
РПГ-7 је назив за ручни бацач ракета совјетске производње, једно jе од најраспрострањенијих противоклопних оружја. Састоји се од лансера и ракета и испаљује се са рамена (рус. ручной противотанковый гранатомёт, у преводу „ручни противтенковски бацач"). Својом лакоћом коришћења, јефтином израдом и малом ценом лансера, а великом ефикасношћу ушао је у наоружање преко 40 земаља широм света. Користи се против оклопних и утврђених мета као и против пешадијских формација. Кориштен је у многим сукобима и ратовима у другој половини 20. века и константно је побољшаван низом унапређења и типова ракета.